# Inland Empire (film)
Az Inland Empire 2006-ban bemutatott francia, lengyel, amerikai koprodukcióban készült misztikus film David Lynch rendezésében. A film 4 millió dolláros bevételt hozott. Magyarországon 2007. november 15-én mutatta be a Budapest Film. A kritikák pozitívak voltak a filmmel kapcsolatban. Több díjat is nyert.

## Cselekmény
A történet egy színésznőről szól, akinek gyökeresen megváltozik az élete, miután elkezdi felvenni annak a karakternek a személyiségét, akit eredetileg játszott. Egy öreg nő meglátogatja, majd megjósolja neki, hogy játszani fog egy filmben. 
A filmforgatás közben rejtélyes módon meggyilkolják a főszereplőket játszó színészeket. Ezáltal elterjed erről a filmről, hogy meg van átkozva.

## Filmzene
A film zenéjét ezúttal nem Angelo Badalamenti szerezte, mint Lynch legtöbb filmjénél, hanem maga a rendező írta a filmben elhangzó dalok többségét. Marek Zebrowski zeneszerzőként és zenei konzultánsként működött közre.
1. David Lynch – "Ghost of Love" (5:30)
2. David Lynch – "Rabbits Theme" (0:59)
3. Mantovani – "Colors of My Life" (3:50)
4. David Lynch – "Woods Variation" (12:19)
5. Dave Brubeck – "Three to Get Ready" (5:22)
6. Boguslaw Schaeffer – "Klavier Konzert" (5:26)
7. Kroke – "The Secrets of the Life Tree" (3:27)
8. Little Eva – "The Locomotion" (2:24)
9. David Lynch – "Call from the Past" (2:58)
10. Krzysztof Penderecki – "Als Jakob erwachte" (7:27)
11. Witold Lutoslawski – "Novelette Conclusion" (excerpt) / Joey Altruda – "Lisa" (edit) (3:42)
12. Beck – "Black Tambourine" (film version) (2:47)
13. David Lynch – "Mansion Theme" (2:18)
14. David Lynch – "Walkin' on the Sky" (4:04)
15. David Lynch / Marek Zebrowski – "Polish Night Music No. 1" (4:18)
16. David Lynch / Chrysta Bell – "Polish Poem" (5:55)
17. Nina Simone – "Sinnerman" (edit) (6:40)